# Paolo Pansa
Paolo Pansa (Arquata Scrivia, 1485 – Genova, 11 febbraio 1558) è stato un poeta, umanista e latinista italiano.

## Biografia
Nato ad Arquata Scrivia da una famiglia di origine tortonese, nel 1508 divenne precettore del casato dei Fieschi. Attraverso l'intercessione della stessa famiglia fliscana il 18 gennaio del 1520 venne nominato da papa Leone X arciprete di Rapallo nella parrocchia dei Santissimi Gervasio e Protasio al nobile Ottobono Fieschi che venne eletto arcivescovo di Mondovì di cui ne sarà titolare fino alla morte.
L'11 dicembre 1541 papa Paolo III lo nominò perpetuo beneficiario della parrocchia di Santa Margherita di Lusignano di Albenga, inoltre nel 1543 divenne titolare della chiesa di San Cataldo al Ponte di Serravalle Scrivia.
Scrisse le biografie dei pontefici Innocenzo IV e Adriano V che vennero stampate a Napoli nel 1601, abitò per lungo tempo nel palazzo Fieschi che si trovava accanto alla Chiesa di Santa Maria in Via Lata sul colle di Carignano dove è stato poi edificato l'omonimo quartiere di Genova e a Montoggio (GE) in valle Scrivia dove i Fieschi avevano un altro palazzo. Venne ricordato da Ludovico Ariosto nel canto 46 dell'Orlando Furioso.